# 589 до н. е.

## Події
Початок правління фараона XXVI династії Апрія.